# Antoni Parera i Saurina
Antoni Parera i Saurina (Barcelona, 1868- 1946) va ser escultor, medallista i professor de l'Escola de la Llotja de Barcelona. Va ser nomenat acadèmic de la Reial Acadèmia Catalana de Belles Arts de Sant Jordi, de Barcelona, de la Real Academia de Bellas Artes de San Fernando de Madrid, de la Hispanoamericana de Cadis.

## Biografia
Era descendent d'una família artística, el seu avi va ser el compositor Bru Parera i Matas i el seu pare el decorador Joan Parera i Santacana, qui veient la seva inclinació cap a l'art, el va enviar a estudiar a Madrid amb l'escultor Jeroni Suñol i més tard, el 1884, va prosseguir els seus estudis a l'Real Academia de Bellas Artes de San Fernando, la qual li va concedir una beca el 1888 per anar pensionat a Roma on va romandre durant quatre anys. Al seu retorn a Barcelona va entrar a formar part del professorat de l'escola de la Llotja l'any 1897.

## Obra
- Detall de l'obra Girona, plaça Catalunya (Barcelona).
- Detall de l'obra Dona amb àngel, plaça Catalunya (Barcelona).

La seva obra primerenca estava inscrita en el realisme clàssic grec, però el seu estil va anar decantant-se cap al modernisme, on es mostra més a la producció medallística i al disseny de flascons de perfum que feia amb el gust de la clientela burgesa. A les seves obres monumentals així com a la imatgeria religiosa es va mantenir amb un caràcter més classicista. Entre les seves obres religioses es troba un Sant Joan Baptista conservat al Museu Nacional d'Art de Catalunya, pel que va rebre un premi a l'Exposició Universal de Barcelona de l'any 1888. A més a més d'imatges per a esglésies de Barcelona, també en va realitzar moltes d'altres per a diferents ciutats d'Espanya i de l'estranger, ja que va treballar com a director artístic al taller Reixach-Campanyà que es va ocupar de l'elaboració de gran quantitat d'imatgeria després de les pèrdues sofertes per la guerra civil espanyola. A Herencia, tenen una imatge del Cristo del Consuelo en talla de fusta policromada realitzada segons model de Parera, també una escultura molt similar en una mida més petita va en processó a Crevillent en la confraria de l'Ecce Homo. A Tarragona es conserva un pas processional per a la seva Setmana Santa de la Segona Caiguda, realitzat el 1930.
Entre els seus monuments es troben la col·laboració al Monument a Alfons XII a Madrid, el grup en homenatge als Assetjats de 1808-1809 a Girona i el grup Girona i Dona amb àngel per a la Plaça de Catalunya (Barcelona).